# Tour de Turquie 2023
Pour un article plus général, voir Tour de Turquie.
La 58e édition du Tour de Turquie (nom officiel : Presidential Cycling Tour of Türkiye, en turc : Cumhurbaşkanlığı Bisiklet Turu) a lieu du 8 au 15 octobre 2023, en Turquie, sur un parcours de 8 étapes. La course fait partie du calendrier UCI Europe Tour en catégorie 2.1. alors qu'en 2022, elle était reprise en UCI ProSeries, le niveau supérieur.

## Équipes
Vingt-quatre équipes participent à la course, quatre équipes World Tour, sept équipes Pro Teams, douze équipes continentales professionnelles et une équipe nationale.
| WorldTeams (4)- UAE Team Emirates - Alpecin-Deceuninck - Bora-Hansgrohe - Astana Qazaqstan Team ProTeams (7)- Q36.5 Pro Cycling Team - Green Project-Bardiani CSF-Faizanè - Eolo-Kometa - Burgos-BH - Team Corratec-Selle Italia - Bingoal WB - Team Novo Nordisk Équipes continentales (12)- Medellín-EPM - Beykoz Belediyesi Spor Kulübü - À Bloc CT - Spor Toto Cycling Team - Voster ATS Team - Tarteletto-Isorex - Konya Buyuksehir Belediye Spor - Global 6 Cycling - Sofer-Savini Due-OMZ - Bike Aid - Shimano Racing Team - P&S Benotti Équipe nationale- Pays-Bas |
| |

## Étapes
| Étape     | Date    | Villes étapes       | type                      | Distance (km) | Vainqueur d'étape  | Leader du classement général |
| --------- | ------- | ------------------- | ------------------------- | ------------- | ------------------ | ---------------------------- |
| 1re étape | 8 oct.  | Alanya – Antalya    | étape de plaine           | 135           | Jasper Philipsen   | Jasper Philipsen             |
| 2e étape  | 9 oct.  | Kemer – Kalkan      | étape vallonnée           | 166,5         | Jasper Philipsen   | Jasper Philipsen             |
| 3e étape  | 10 oct. | Fethiye – Babadağ   | étape de montagne         | 104,1         | Alexey Lutsenko    | Alexey Lutsenko              |
| 4e étape  | 11 oct. | Fethiye – Marmaris  | étape de plaine           | 165,3         | Jasper Philipsen   | Alexey Lutsenko              |
| 5e étape  | 12 oct. | Marmaris – Bodrum   | étape de montagne         | 180,6         | Nico Denz          | Alexey Lutsenko              |
| 6e étape  | 13 oct. | Bodrum – Selçuk     | étape vallonnée           | 193,3         | Victor Langellotti | Alexey Lutsenko              |
| 7e étape  | 14 oct. | Selçuk – Izmir      | étape de moyenne montagne | 159,8         | Jay Vine           | Alexey Lutsenko              |
| 8e étape  | 15 oct. | Istanbul – Istanbul | étape vallonnée           | 130,5         | Jasper Philipsen   | Alexey Lutsenko              |

## Déroulement de la course

### 1reétape
| \| Classement de l'étape \| Classement de l'étape \| Classement de l'étape \| Classement de l'étape \| Classement de l'étape \| \| Coureur \| Coureur \| Pays \| Équipe \| Temps \| \| --------------------- \| --------------------- \| --------------------- \| ---------------------------------- \| --------------------- \| \| 1er \| Jasper Philipsen \| Belgique \| Alpecin-Deceuninck \| 2 h 44 min 31 s \| \| 2e \| Gleb Syritsa \| Russie \| Astana Qazaqstan Team \| + 0 s \| \| 3e \| Timothy Dupont \| Belgique \| Tarteletto-Isorex \| + 0 s \| \| 4e \| Luca Colnaghi \| Italie \| Green Project-Bardiani CSF-Faizanè \| + 0 s \| \| 5e \| Matteo Malucelli \| Italie \| Bingoal WB \| + 0 s \| \| 6e \| Matthew Walls \| Royaume-Uni \| Bora-Hansgrohe \| + 0 s \| \| 7e \| Alexander Salby \| Danemark \| Bingoal WB \| + 0 s \| \| 8e \| Giacomo Ballabio \| Italie \| Global 6 Cycling \| + 0 s \| \| 9e \| Matteo Moschetti \| Italie \| Q36.5 Pro Cycling Team \| + 0 s \| \| 10e \| Léo Bouvier \| France \| Bike Aid \| + 0 s \| |                  |             |                                    |                 |
| |                  |             |                                    |                 |
| |                  |             |                                    |                 |
| Classement de l'étape |                  |             |                                    |                 |
| Coureur | Coureur          | Pays        | Équipe                             | Temps           |
| 1er | Jasper Philipsen | Belgique    | Alpecin-Deceuninck                 | 2 h 44 min 31 s |
| 2e | Gleb Syritsa     | Russie      | Astana Qazaqstan Team              | + 0 s           |
| 3e | Timothy Dupont   | Belgique    | Tarteletto-Isorex                  | + 0 s           |
| 4e | Luca Colnaghi    | Italie      | Green Project-Bardiani CSF-Faizanè | + 0 s           |
| 5e | Matteo Malucelli | Italie      | Bingoal WB                         | + 0 s           |
| 6e | Matthew Walls    | Royaume-Uni | Bora-Hansgrohe                     | + 0 s           |
| 7e | Alexander Salby  | Danemark    | Bingoal WB                         | + 0 s           |
| 8e | Giacomo Ballabio | Italie      | Global 6 Cycling                   | + 0 s           |
| 9e | Matteo Moschetti | Italie      | Q36.5 Pro Cycling Team             | + 0 s           |
| 10e | Léo Bouvier      | France      | Bike Aid                           | + 0 s           |

| \| Classement général \| Classement général \| Classement général \| Classement général \| Classement général \| \| Coureur \| Coureur \| Pays \| Équipe \| Temps \| \| ------------------ \| ------------------ \| ------------------ \| ---------------------------------- \| ------------------ \| \| 1er \| Jasper Philipsen \| Belgique \| Alpecin-Deceuninck \| 2 h 44 min 21 s \| \| 2e \| Gleb Syritsa \| Russie \| Astana Qazaqstan Team \| + 4 s \| \| 3e \| Timothy Dupont \| Belgique \| Tarteletto-Isorex \| + 6 s \| \| 4e \| Tobias Nolde \| Allemagne \| P&S Benotti \| + 7 s \| \| 5e \| Mateusz Kostański \| Pologne \| Voster ATS Team \| + 8 s \| \| 6e \| Róbigzon Oyola \| Colombie \| Medellín-EPM \| + 9 s \| \| 7e \| Luca Colnaghi \| Italie \| Green Project-Bardiani CSF-Faizanè \| + 10 s \| \| 8e \| Matteo Malucelli \| Italie \| Bingoal WB \| + 10 s \| \| 9e \| Matthew Walls \| Royaume-Uni \| Bora-Hansgrohe \| + 10 s \| \| 10e \| Alexander Salby \| Danemark \| Bingoal WB \| + 10 s \| |                   |             |                                    |                 |
| |                   |             |                                    |                 |
| |                   |             |                                    |                 |
| Classement général |                   |             |                                    |                 |
| Coureur | Coureur           | Pays        | Équipe                             | Temps           |
| 1er | Jasper Philipsen  | Belgique    | Alpecin-Deceuninck                 | 2 h 44 min 21 s |
| 2e | Gleb Syritsa      | Russie      | Astana Qazaqstan Team              | + 4 s           |
| 3e | Timothy Dupont    | Belgique    | Tarteletto-Isorex                  | + 6 s           |
| 4e | Tobias Nolde      | Allemagne   | P&S Benotti                        | + 7 s           |
| 5e | Mateusz Kostański | Pologne     | Voster ATS Team                    | + 8 s           |
| 6e | Róbigzon Oyola    | Colombie    | Medellín-EPM                       | + 9 s           |
| 7e | Luca Colnaghi     | Italie      | Green Project-Bardiani CSF-Faizanè | + 10 s          |
| 8e | Matteo Malucelli  | Italie      | Bingoal WB                         | + 10 s          |
| 9e | Matthew Walls     | Royaume-Uni | Bora-Hansgrohe                     | + 10 s          |
| 10e | Alexander Salby   | Danemark    | Bingoal WB                         | + 10 s          |

### 2eétape
| \| Classement de l'étape \| Classement de l'étape \| Classement de l'étape \| Classement de l'étape \| Classement de l'étape \| \| Coureur \| Coureur \| Pays \| Équipe \| Temps \| \| --------------------- \| --------------------- \| --------------------- \| ---------------------------------- \| --------------------- \| \| 1er \| Jasper Philipsen \| Belgique \| Alpecin-Deceuninck \| 4 h 13 min 54 s \| \| 2e \| Cees Bol \| Pays-Bas \| Astana Qazaqstan Team \| + 0 s \| \| 3e \| Luca Colnaghi \| Italie \| Green Project-Bardiani CSF-Faizanè \| + 1 s \| \| 4e \| Antonio Angulo \| Espagne \| Burgos-BH \| + 1 s \| \| 5e \| Clément Alleno \| France \| Burgos-BH \| + 1 s \| \| 6e \| Matteo Malucelli \| Italie \| Bingoal WB \| + 1 s \| \| 7e \| Attilio Viviani \| Italie \| Team Corratec-Selle Italia \| + 1 s \| \| 8e \| Matteo Moschetti \| Italie \| Q36.5 Pro Cycling Team \| + 1 s \| \| 9e \| Giovanni Lonardi \| Italie \| Eolo-Kometa \| + 1 s \| \| 10e \| Andrea Peron \| Italie \| Team Novo Nordisk \| + 1 s \| |                  |          |                                    |                 |
| |                  |          |                                    |                 |
| |                  |          |                                    |                 |
| Classement de l'étape |                  |          |                                    |                 |
| Coureur | Coureur          | Pays     | Équipe                             | Temps           |
| 1er | Jasper Philipsen | Belgique | Alpecin-Deceuninck                 | 4 h 13 min 54 s |
| 2e | Cees Bol         | Pays-Bas | Astana Qazaqstan Team              | + 0 s           |
| 3e | Luca Colnaghi    | Italie   | Green Project-Bardiani CSF-Faizanè | + 1 s           |
| 4e | Antonio Angulo   | Espagne  | Burgos-BH                          | + 1 s           |
| 5e | Clément Alleno   | France   | Burgos-BH                          | + 1 s           |
| 6e | Matteo Malucelli | Italie   | Bingoal WB                         | + 1 s           |
| 7e | Attilio Viviani  | Italie   | Team Corratec-Selle Italia         | + 1 s           |
| 8e | Matteo Moschetti | Italie   | Q36.5 Pro Cycling Team             | + 1 s           |
| 9e | Giovanni Lonardi | Italie   | Eolo-Kometa                        | + 1 s           |
| 10e | Andrea Peron     | Italie   | Team Novo Nordisk                  | + 1 s           |

| \| Classement général \| Classement général \| Classement général \| Classement général \| Classement général \| \| Coureur \| Coureur \| Pays \| Équipe \| Temps \| \| ------------------ \| ------------------ \| ------------------ \| ---------------------------------- \| ------------------ \| \| 1er \| Jasper Philipsen \| Belgique \| Alpecin-Deceuninck \| 6 h 58 min 05 s \| \| 2e \| Cees Bol \| Pays-Bas \| Astana Qazaqstan Team \| + 14 s \| \| 3e \| Luca Colnaghi \| Italie \| Green Project-Bardiani CSF-Faizanè \| + 17 s \| \| 4e \| Timothy Dupont \| Belgique \| Tarteletto-Isorex \| + 20 s \| \| 5e \| Matteo Malucelli \| Italie \| Bingoal WB \| + 21 s \| \| 6e \| Clément Alleno \| France \| Burgos-BH \| + 21 s \| \| 7e \| Matteo Moschetti \| Italie \| Q36.5 Pro Cycling Team \| + 21 s \| \| 8e \| Attilio Viviani \| Italie \| Team Corratec-Selle Italia \| + 21 s \| \| 9e \| Antonio Angulo \| Espagne \| Burgos-BH \| + 21 s \| \| 10e \| Giovanni Lonardi \| Italie \| Eolo-Kometa \| + 21 s \| |                  |          |                                    |                 |
| |                  |          |                                    |                 |
| |                  |          |                                    |                 |
| Classement général |                  |          |                                    |                 |
| Coureur | Coureur          | Pays     | Équipe                             | Temps           |
| 1er | Jasper Philipsen | Belgique | Alpecin-Deceuninck                 | 6 h 58 min 05 s |
| 2e | Cees Bol         | Pays-Bas | Astana Qazaqstan Team              | + 14 s          |
| 3e | Luca Colnaghi    | Italie   | Green Project-Bardiani CSF-Faizanè | + 17 s          |
| 4e | Timothy Dupont   | Belgique | Tarteletto-Isorex                  | + 20 s          |
| 5e | Matteo Malucelli | Italie   | Bingoal WB                         | + 21 s          |
| 6e | Clément Alleno   | France   | Burgos-BH                          | + 21 s          |
| 7e | Matteo Moschetti | Italie   | Q36.5 Pro Cycling Team             | + 21 s          |
| 8e | Attilio Viviani  | Italie   | Team Corratec-Selle Italia         | + 21 s          |
| 9e | Antonio Angulo   | Espagne  | Burgos-BH                          | + 21 s          |
| 10e | Giovanni Lonardi | Italie   | Eolo-Kometa                        | + 21 s          |

### 3eétape
| \| Classement de l'étape \| Classement de l'étape \| Classement de l'étape \| Classement de l'étape \| Classement de l'étape \| \| Coureur \| Coureur \| Pays \| Équipe \| Temps \| \| --------------------- \| --------------------- \| --------------------- \| ---------------------------------- \| --------------------- \| \| 1er \| Alexey Lutsenko \| Kazakhstan \| Astana Qazaqstan Team \| 3 h 34 min 17 s \| \| 2e \| Ben Zwiehoff \| Allemagne \| Bora-Hansgrohe \| + 12 s \| \| 3e \| Harold Tejada \| Colombie \| Astana Qazaqstan Team \| + 27 s \| \| 4e \| Florian Lipowitz \| Allemagne \| Bora-Hansgrohe \| + 48 s \| \| 5e \| Matteo Badilatti \| Suisse \| Q36.5 Pro Cycling Team \| + 55 s \| \| 6e \| Giulio Pellizzari \| Italie \| Green Project-Bardiani CSF-Faizanè \| + 1 min 24 s \| \| 7e \| Ander Okamika \| Espagne \| Burgos-BH \| + 3 min 00 s \| \| 8e \| Alexis Guérin \| France \| Bingoal WB \| + 3 min 28 s \| \| 9e \| Xandro Meurisse \| Belgique \| Alpecin-Deceuninck \| + 3 min 41 s \| \| 10e \| Domen Novak \| Slovénie \| UAE Team Emirates \| + 3 min 44 s \| |                   |            |                                    |                 |
| |                   |            |                                    |                 |
| |                   |            |                                    |                 |
| Classement de l'étape |                   |            |                                    |                 |
| Coureur | Coureur           | Pays       | Équipe                             | Temps           |
| 1er | Alexey Lutsenko   | Kazakhstan | Astana Qazaqstan Team              | 3 h 34 min 17 s |
| 2e | Ben Zwiehoff      | Allemagne  | Bora-Hansgrohe                     | + 12 s          |
| 3e | Harold Tejada     | Colombie   | Astana Qazaqstan Team              | + 27 s          |
| 4e | Florian Lipowitz  | Allemagne  | Bora-Hansgrohe                     | + 48 s          |
| 5e | Matteo Badilatti  | Suisse     | Q36.5 Pro Cycling Team             | + 55 s          |
| 6e | Giulio Pellizzari | Italie     | Green Project-Bardiani CSF-Faizanè | + 1 min 24 s    |
| 7e | Ander Okamika     | Espagne    | Burgos-BH                          | + 3 min 00 s    |
| 8e | Alexis Guérin     | France     | Bingoal WB                         | + 3 min 28 s    |
| 9e | Xandro Meurisse   | Belgique   | Alpecin-Deceuninck                 | + 3 min 41 s    |
| 10e | Domen Novak       | Slovénie   | UAE Team Emirates                  | + 3 min 44 s    |

| \| Classement général \| Classement général \| Classement général \| Classement général \| Classement général \| \| Coureur \| Coureur \| Pays \| Équipe \| Temps \| \| ------------------ \| ------------------ \| ------------------ \| ---------------------------------- \| ------------------ \| \| 1er \| Alexey Lutsenko \| Kazakhstan \| Astana Qazaqstan Team \| 10 h 32 min 36 s \| \| 2e \| Ben Zwiehoff \| Allemagne \| Bora-Hansgrohe \| + 16 s \| \| 3e \| Harold Tejada \| Colombie \| Astana Qazaqstan Team \| + 33 s \| \| 4e \| Florian Lipowitz \| Allemagne \| Bora-Hansgrohe \| + 58 s \| \| 5e \| Matteo Badilatti \| Suisse \| Q36.5 Pro Cycling Team \| + 1 min 05 s \| \| 6e \| Giulio Pellizzari \| Italie \| Green Project-Bardiani CSF-Faizanè \| + 1 min 34 s \| \| 7e \| Ander Okamika \| Espagne \| Burgos-BH \| + 3 min 10 s \| \| 8e \| Alexis Guérin \| France \| Bingoal WB \| + 3 min 38 s \| \| 9e \| Anton Palzer \| Allemagne \| Bora-Hansgrohe \| + 4 min 14 s \| \| 10e \| Xandro Meurisse \| Belgique \| Alpecin-Deceuninck \| + 4 min 36 s \| |                   |            |                                    |                  |
| |                   |            |                                    |                  |
| |                   |            |                                    |                  |
| Classement général |                   |            |                                    |                  |
| Coureur | Coureur           | Pays       | Équipe                             | Temps            |
| 1er | Alexey Lutsenko   | Kazakhstan | Astana Qazaqstan Team              | 10 h 32 min 36 s |
| 2e | Ben Zwiehoff      | Allemagne  | Bora-Hansgrohe                     | + 16 s           |
| 3e | Harold Tejada     | Colombie   | Astana Qazaqstan Team              | + 33 s           |
| 4e | Florian Lipowitz  | Allemagne  | Bora-Hansgrohe                     | + 58 s           |
| 5e | Matteo Badilatti  | Suisse     | Q36.5 Pro Cycling Team             | + 1 min 05 s     |
| 6e | Giulio Pellizzari | Italie     | Green Project-Bardiani CSF-Faizanè | + 1 min 34 s     |
| 7e | Ander Okamika     | Espagne    | Burgos-BH                          | + 3 min 10 s     |
| 8e | Alexis Guérin     | France     | Bingoal WB                         | + 3 min 38 s     |
| 9e | Anton Palzer      | Allemagne  | Bora-Hansgrohe                     | + 4 min 14 s     |
| 10e | Xandro Meurisse   | Belgique   | Alpecin-Deceuninck                 | + 4 min 36 s     |

### 4eétape
| \| Classement de l'étape \| Classement de l'étape \| Classement de l'étape \| Classement de l'étape \| Classement de l'étape \| \| Coureur \| Coureur \| Pays \| Équipe \| Temps \| \| --------------------- \| --------------------- \| --------------------- \| ---------------------------------- \| --------------------- \| \| 1er \| Jasper Philipsen \| Belgique \| Alpecin-Deceuninck \| 3 h 50 min 17 s \| \| 2e \| Timothy Dupont \| Belgique \| Tarteletto-Isorex \| + 0 s \| \| 3e \| Giovanni Lonardi \| Italie \| Eolo-Kometa \| + 0 s \| \| 4e \| Cees Bol \| Pays-Bas \| Astana Qazaqstan Team \| + 0 s \| \| 5e \| Álvaro Hodeg \| Colombie \| UAE Team Emirates \| + 0 s \| \| 6e \| Attilio Viviani \| Italie \| Team Corratec-Selle Italia \| + 0 s \| \| 7e \| Luca Colnaghi \| Italie \| Green Project-Bardiani CSF-Faizanè \| + 0 s \| \| 8e \| Matyáš Kopecký \| Tchéquie \| Team Novo Nordisk \| + 0 s \| \| 9e \| Kenneth Van Rooy \| Belgique \| Bingoal WB \| + 0 s \| \| 10e \| Giacomo Ballabio \| Italie \| Global 6 Cycling \| + 0 s \| |                  |          |                                    |                 |
| |                  |          |                                    |                 |
| |                  |          |                                    |                 |
| Classement de l'étape |                  |          |                                    |                 |
| Coureur | Coureur          | Pays     | Équipe                             | Temps           |
| 1er | Jasper Philipsen | Belgique | Alpecin-Deceuninck                 | 3 h 50 min 17 s |
| 2e | Timothy Dupont   | Belgique | Tarteletto-Isorex                  | + 0 s           |
| 3e | Giovanni Lonardi | Italie   | Eolo-Kometa                        | + 0 s           |
| 4e | Cees Bol         | Pays-Bas | Astana Qazaqstan Team              | + 0 s           |
| 5e | Álvaro Hodeg     | Colombie | UAE Team Emirates                  | + 0 s           |
| 6e | Attilio Viviani  | Italie   | Team Corratec-Selle Italia         | + 0 s           |
| 7e | Luca Colnaghi    | Italie   | Green Project-Bardiani CSF-Faizanè | + 0 s           |
| 8e | Matyáš Kopecký   | Tchéquie | Team Novo Nordisk                  | + 0 s           |
| 9e | Kenneth Van Rooy | Belgique | Bingoal WB                         | + 0 s           |
| 10e | Giacomo Ballabio | Italie   | Global 6 Cycling                   | + 0 s           |

| \| Classement général \| Classement général \| Classement général \| Classement général \| Classement général \| \| Coureur \| Coureur \| Pays \| Équipe \| Temps \| \| ------------------ \| ------------------ \| ------------------ \| ---------------------------------- \| ------------------ \| \| 1er \| Alexey Lutsenko \| Kazakhstan \| Astana Qazaqstan Team \| 14 h 22 min 53 s \| \| 2e \| Ben Zwiehoff \| Allemagne \| Bora-Hansgrohe \| + 16 s \| \| 3e \| Harold Tejada \| Colombie \| Astana Qazaqstan Team \| + 33 s \| \| 4e \| Florian Lipowitz \| Allemagne \| Bora-Hansgrohe \| + 58 s \| \| 5e \| Matteo Badilatti \| Suisse \| Q36.5 Pro Cycling Team \| + 1 min 05 s \| \| 6e \| Giulio Pellizzari \| Italie \| Green Project-Bardiani CSF-Faizanè \| + 1 min 34 s \| \| 7e \| Ander Okamika \| Espagne \| Burgos-BH \| + 3 min 10 s \| \| 8e \| Alexis Guérin \| France \| Bingoal WB \| + 3 min 38 s \| \| 9e \| Anton Palzer \| Allemagne \| Bora-Hansgrohe \| + 4 min 14 s \| \| 10e \| Xandro Meurisse \| Belgique \| Alpecin-Deceuninck \| + 4 min 36 s \| |                   |            |                                    |                  |
| |                   |            |                                    |                  |
| |                   |            |                                    |                  |
| Classement général |                   |            |                                    |                  |
| Coureur | Coureur           | Pays       | Équipe                             | Temps            |
| 1er | Alexey Lutsenko   | Kazakhstan | Astana Qazaqstan Team              | 14 h 22 min 53 s |
| 2e | Ben Zwiehoff      | Allemagne  | Bora-Hansgrohe                     | + 16 s           |
| 3e | Harold Tejada     | Colombie   | Astana Qazaqstan Team              | + 33 s           |
| 4e | Florian Lipowitz  | Allemagne  | Bora-Hansgrohe                     | + 58 s           |
| 5e | Matteo Badilatti  | Suisse     | Q36.5 Pro Cycling Team             | + 1 min 05 s     |
| 6e | Giulio Pellizzari | Italie     | Green Project-Bardiani CSF-Faizanè | + 1 min 34 s     |
| 7e | Ander Okamika     | Espagne    | Burgos-BH                          | + 3 min 10 s     |
| 8e | Alexis Guérin     | France     | Bingoal WB                         | + 3 min 38 s     |
| 9e | Anton Palzer      | Allemagne  | Bora-Hansgrohe                     | + 4 min 14 s     |
| 10e | Xandro Meurisse   | Belgique   | Alpecin-Deceuninck                 | + 4 min 36 s     |

### 5eétape
| \| Classement de l'étape \| Classement de l'étape \| Classement de l'étape \| Classement de l'étape \| Classement de l'étape \| \| Coureur \| Coureur \| Pays \| Équipe \| Temps \| \| --------------------- \| --------------------- \| --------------------- \| ---------------------------------- \| --------------------- \| \| 1er \| Nico Denz \| Allemagne \| Bora-Hansgrohe \| 4 h 26 min 27 s \| \| 2e \| Matthew Walls \| Royaume-Uni \| Bora-Hansgrohe \| + 0 s \| \| 3e \| Cees Bol \| Pays-Bas \| Astana Qazaqstan Team \| + 0 s \| \| 4e \| Matteo Malucelli \| Italie \| Bingoal WB \| + 0 s \| \| 5e \| Giovanni Lonardi \| Italie \| Eolo-Kometa \| + 0 s \| \| 6e \| Luca Colnaghi \| Italie \| Green Project-Bardiani CSF-Faizanè \| + 0 s \| \| 7e \| Ryan Gibbons \| Afrique du Sud \| UAE Team Emirates \| + 0 s \| \| 8e \| Alexander Konychev \| Italie \| Team Corratec-Selle Italia \| + 0 s \| \| 9e \| Fabio Christen \| Suisse \| Q36.5 Pro Cycling Team \| + 0 s \| \| 10e \| Timothy Dupont \| Belgique \| Tarteletto-Isorex \| + 0 s \| |                    |                |                                    |                 |
| |                    |                |                                    |                 |
| |                    |                |                                    |                 |
| Classement de l'étape |                    |                |                                    |                 |
| Coureur | Coureur            | Pays           | Équipe                             | Temps           |
| 1er | Nico Denz          | Allemagne      | Bora-Hansgrohe                     | 4 h 26 min 27 s |
| 2e | Matthew Walls      | Royaume-Uni    | Bora-Hansgrohe                     | + 0 s           |
| 3e | Cees Bol           | Pays-Bas       | Astana Qazaqstan Team              | + 0 s           |
| 4e | Matteo Malucelli   | Italie         | Bingoal WB                         | + 0 s           |
| 5e | Giovanni Lonardi   | Italie         | Eolo-Kometa                        | + 0 s           |
| 6e | Luca Colnaghi      | Italie         | Green Project-Bardiani CSF-Faizanè | + 0 s           |
| 7e | Ryan Gibbons       | Afrique du Sud | UAE Team Emirates                  | + 0 s           |
| 8e | Alexander Konychev | Italie         | Team Corratec-Selle Italia         | + 0 s           |
| 9e | Fabio Christen     | Suisse         | Q36.5 Pro Cycling Team             | + 0 s           |
| 10e | Timothy Dupont     | Belgique       | Tarteletto-Isorex                  | + 0 s           |

| \| Classement général \| Classement général \| Classement général \| Classement général \| Classement général \| \| Coureur \| Coureur \| Pays \| Équipe \| Temps \| \| ------------------ \| ------------------ \| ------------------ \| ---------------------------------- \| ------------------ \| \| 1er \| Alexey Lutsenko \| Kazakhstan \| Astana Qazaqstan Team \| 18 h 49 min 20 s \| \| 2e \| Ben Zwiehoff \| Allemagne \| Bora-Hansgrohe \| + 16 s \| \| 3e \| Harold Tejada \| Colombie \| Astana Qazaqstan Team \| + 33 s \| \| 4e \| Florian Lipowitz \| Allemagne \| Bora-Hansgrohe \| + 58 s \| \| 5e \| Matteo Badilatti \| Suisse \| Q36.5 Pro Cycling Team \| + 1 min 05 s \| \| 6e \| Giulio Pellizzari \| Italie \| Green Project-Bardiani CSF-Faizanè \| + 1 min 34 s \| \| 7e \| Ander Okamika \| Espagne \| Burgos-BH \| + 3 min 10 s \| \| 8e \| Alexis Guérin \| France \| Bingoal WB \| + 3 min 38 s \| \| 9e \| Anton Palzer \| Allemagne \| Bora-Hansgrohe \| + 4 min 14 s \| \| 10e \| Xandro Meurisse \| Belgique \| Alpecin-Deceuninck \| + 4 min 36 s \| |                   |            |                                    |                  |
| |                   |            |                                    |                  |
| |                   |            |                                    |                  |
| Classement général |                   |            |                                    |                  |
| Coureur | Coureur           | Pays       | Équipe                             | Temps            |
| 1er | Alexey Lutsenko   | Kazakhstan | Astana Qazaqstan Team              | 18 h 49 min 20 s |
| 2e | Ben Zwiehoff      | Allemagne  | Bora-Hansgrohe                     | + 16 s           |
| 3e | Harold Tejada     | Colombie   | Astana Qazaqstan Team              | + 33 s           |
| 4e | Florian Lipowitz  | Allemagne  | Bora-Hansgrohe                     | + 58 s           |
| 5e | Matteo Badilatti  | Suisse     | Q36.5 Pro Cycling Team             | + 1 min 05 s     |
| 6e | Giulio Pellizzari | Italie     | Green Project-Bardiani CSF-Faizanè | + 1 min 34 s     |
| 7e | Ander Okamika     | Espagne    | Burgos-BH                          | + 3 min 10 s     |
| 8e | Alexis Guérin     | France     | Bingoal WB                         | + 3 min 38 s     |
| 9e | Anton Palzer      | Allemagne  | Bora-Hansgrohe                     | + 4 min 14 s     |
| 10e | Xandro Meurisse   | Belgique   | Alpecin-Deceuninck                 | + 4 min 36 s     |

### 6eétape
| \| Classement de l'étape \| Classement de l'étape \| Classement de l'étape \| Classement de l'étape \| Classement de l'étape \| \| Coureur \| Coureur \| Pays \| Équipe \| Temps \| \| --------------------- \| --------------------- \| --------------------- \| ---------------------------------- \| --------------------- \| \| 1er \| Victor Langellotti \| Monaco \| Burgos-BH \| 4 h 46 min 34 s \| \| 2e \| Alexey Lutsenko \| Kazakhstan \| Astana Qazaqstan Team \| + 0 s \| \| 3e \| Giulio Pellizzari \| Italie \| Green Project-Bardiani CSF-Faizanè \| + 1 s \| \| 4e \| Ben Zwiehoff \| Allemagne \| Bora-Hansgrohe \| + 4 s \| \| 5e \| Alexis Guérin \| France \| Bingoal WB \| + 8 s \| \| 6e \| Harold Tejada \| Colombie \| Astana Qazaqstan Team \| + 12 s \| \| 7e \| Domen Novak \| Slovénie \| UAE Team Emirates \| + 18 s \| \| 8e \| Aldemar Reyes \| Colombie \| Medellín-EPM \| + 20 s \| \| 9e \| Matteo Badilatti \| Suisse \| Q36.5 Pro Cycling Team \| + 20 s \| \| 10e \| Florian Lipowitz \| Allemagne \| Bora-Hansgrohe \| + 20 s \| |                    |            |                                    |                 |
| |                    |            |                                    |                 |
| |                    |            |                                    |                 |
| Classement de l'étape |                    |            |                                    |                 |
| Coureur | Coureur            | Pays       | Équipe                             | Temps           |
| 1er | Victor Langellotti | Monaco     | Burgos-BH                          | 4 h 46 min 34 s |
| 2e | Alexey Lutsenko    | Kazakhstan | Astana Qazaqstan Team              | + 0 s           |
| 3e | Giulio Pellizzari  | Italie     | Green Project-Bardiani CSF-Faizanè | + 1 s           |
| 4e | Ben Zwiehoff       | Allemagne  | Bora-Hansgrohe                     | + 4 s           |
| 5e | Alexis Guérin      | France     | Bingoal WB                         | + 8 s           |
| 6e | Harold Tejada      | Colombie   | Astana Qazaqstan Team              | + 12 s          |
| 7e | Domen Novak        | Slovénie   | UAE Team Emirates                  | + 18 s          |
| 8e | Aldemar Reyes      | Colombie   | Medellín-EPM                       | + 20 s          |
| 9e | Matteo Badilatti   | Suisse     | Q36.5 Pro Cycling Team             | + 20 s          |
| 10e | Florian Lipowitz   | Allemagne  | Bora-Hansgrohe                     | + 20 s          |

| \| Classement général \| Classement général \| Classement général \| Classement général \| Classement général \| \| Coureur \| Coureur \| Pays \| Équipe \| Temps \| \| ------------------ \| ------------------ \| ------------------ \| ---------------------------------- \| ------------------ \| \| 1er \| Alexey Lutsenko \| Kazakhstan \| Astana Qazaqstan Team \| 23 h 35 min 48 s \| \| 2e \| Ben Zwiehoff \| Allemagne \| Bora-Hansgrohe \| + 26 s \| \| 3e \| Harold Tejada \| Colombie \| Astana Qazaqstan Team \| + 51 s \| \| 4e \| Florian Lipowitz \| Allemagne \| Bora-Hansgrohe \| + 1 min 24 s \| \| 5e \| Matteo Badilatti \| Suisse \| Q36.5 Pro Cycling Team \| + 1 min 31 s \| \| 6e \| Giulio Pellizzari \| Italie \| Green Project-Bardiani CSF-Faizanè \| + 1 min 37 s \| \| 7e \| Ander Okamika \| Espagne \| Burgos-BH \| + 3 min 41 s \| \| 8e \| Alexis Guérin \| France \| Bingoal WB \| + 3 min 52 s \| \| 9e \| Xandro Meurisse \| Belgique \| Alpecin-Deceuninck \| + 5 min 02 s \| \| 10e \| Anton Palzer \| Allemagne \| Bora-Hansgrohe \| + 5 min 16 s \| |                   |            |                                    |                  |
| |                   |            |                                    |                  |
| |                   |            |                                    |                  |
| Classement général |                   |            |                                    |                  |
| Coureur | Coureur           | Pays       | Équipe                             | Temps            |
| 1er | Alexey Lutsenko   | Kazakhstan | Astana Qazaqstan Team              | 23 h 35 min 48 s |
| 2e | Ben Zwiehoff      | Allemagne  | Bora-Hansgrohe                     | + 26 s           |
| 3e | Harold Tejada     | Colombie   | Astana Qazaqstan Team              | + 51 s           |
| 4e | Florian Lipowitz  | Allemagne  | Bora-Hansgrohe                     | + 1 min 24 s     |
| 5e | Matteo Badilatti  | Suisse     | Q36.5 Pro Cycling Team             | + 1 min 31 s     |
| 6e | Giulio Pellizzari | Italie     | Green Project-Bardiani CSF-Faizanè | + 1 min 37 s     |
| 7e | Ander Okamika     | Espagne    | Burgos-BH                          | + 3 min 41 s     |
| 8e | Alexis Guérin     | France     | Bingoal WB                         | + 3 min 52 s     |
| 9e | Xandro Meurisse   | Belgique   | Alpecin-Deceuninck                 | + 5 min 02 s     |
| 10e | Anton Palzer      | Allemagne  | Bora-Hansgrohe                     | + 5 min 16 s     |

### 7eétape
| \| Classement de l'étape \| Classement de l'étape \| Classement de l'étape \| Classement de l'étape \| Classement de l'étape \| \| Coureur \| Coureur \| Pays \| Équipe \| Temps \| \| --------------------- \| --------------------- \| --------------------- \| -------------------------- \| --------------------- \| \| 1er \| Jay Vine \| Australie \| UAE Team Emirates \| 3 h 36 min 51 s \| \| 2e \| Jasper Philipsen \| Belgique \| Alpecin-Deceuninck \| + 7 s \| \| 3e \| Cees Bol \| Pays-Bas \| Astana Qazaqstan Team \| + 7 s \| \| 4e \| Timothy Dupont \| Belgique \| Tarteletto-Isorex \| + 7 s \| \| 5e \| Giovanni Lonardi \| Italie \| Eolo-Kometa \| + 7 s \| \| 6e \| Kenneth Van Rooy \| Belgique \| Bingoal WB \| + 7 s \| \| 7e \| Andrea Peron \| Italie \| Team Novo Nordisk \| + 7 s \| \| 8e \| Attilio Viviani \| Italie \| Team Corratec-Selle Italia \| + 7 s \| \| 9e \| Mirco Maestri \| Italie \| Eolo-Kometa \| + 7 s \| \| 10e \| Clément Alleno \| France \| Burgos-BH \| + 7 s \| |                  |           |                            |                 |
| |                  |           |                            |                 |
| |                  |           |                            |                 |
| Classement de l'étape |                  |           |                            |                 |
| Coureur | Coureur          | Pays      | Équipe                     | Temps           |
| 1er | Jay Vine         | Australie | UAE Team Emirates          | 3 h 36 min 51 s |
| 2e | Jasper Philipsen | Belgique  | Alpecin-Deceuninck         | + 7 s           |
| 3e | Cees Bol         | Pays-Bas  | Astana Qazaqstan Team      | + 7 s           |
| 4e | Timothy Dupont   | Belgique  | Tarteletto-Isorex          | + 7 s           |
| 5e | Giovanni Lonardi | Italie    | Eolo-Kometa                | + 7 s           |
| 6e | Kenneth Van Rooy | Belgique  | Bingoal WB                 | + 7 s           |
| 7e | Andrea Peron     | Italie    | Team Novo Nordisk          | + 7 s           |
| 8e | Attilio Viviani  | Italie    | Team Corratec-Selle Italia | + 7 s           |
| 9e | Mirco Maestri    | Italie    | Eolo-Kometa                | + 7 s           |
| 10e | Clément Alleno   | France    | Burgos-BH                  | + 7 s           |

| \| Classement général \| Classement général \| Classement général \| Classement général \| Classement général \| \| Coureur \| Coureur \| Pays \| Équipe \| Temps \| \| ------------------ \| ------------------ \| ------------------ \| ---------------------------------- \| ------------------ \| \| 1er \| Alexey Lutsenko \| Kazakhstan \| Astana Qazaqstan Team \| 27 h 12 min 46 s \| \| 2e \| Ben Zwiehoff \| Allemagne \| Bora-Hansgrohe \| + 26 s \| \| 3e \| Harold Tejada \| Colombie \| Astana Qazaqstan Team \| + 51 s \| \| 4e \| Florian Lipowitz \| Allemagne \| Bora-Hansgrohe \| + 1 min 24 s \| \| 5e \| Matteo Badilatti \| Suisse \| Q36.5 Pro Cycling Team \| + 1 min 31 s \| \| 6e \| Giulio Pellizzari \| Italie \| Green Project-Bardiani CSF-Faizanè \| + 1 min 37 s \| \| 7e \| Ander Okamika \| Espagne \| Burgos-BH \| + 3 min 41 s \| \| 8e \| Alexis Guérin \| France \| Bingoal WB \| + 3 min 52 s \| \| 9e \| Xandro Meurisse \| Belgique \| Alpecin-Deceuninck \| + 5 min 02 s \| \| 10e \| Anton Palzer \| Allemagne \| Bora-Hansgrohe \| + 5 min 16 s \| |                   |            |                                    |                  |
| |                   |            |                                    |                  |
| |                   |            |                                    |                  |
| Classement général |                   |            |                                    |                  |
| Coureur | Coureur           | Pays       | Équipe                             | Temps            |
| 1er | Alexey Lutsenko   | Kazakhstan | Astana Qazaqstan Team              | 27 h 12 min 46 s |
| 2e | Ben Zwiehoff      | Allemagne  | Bora-Hansgrohe                     | + 26 s           |
| 3e | Harold Tejada     | Colombie   | Astana Qazaqstan Team              | + 51 s           |
| 4e | Florian Lipowitz  | Allemagne  | Bora-Hansgrohe                     | + 1 min 24 s     |
| 5e | Matteo Badilatti  | Suisse     | Q36.5 Pro Cycling Team             | + 1 min 31 s     |
| 6e | Giulio Pellizzari | Italie     | Green Project-Bardiani CSF-Faizanè | + 1 min 37 s     |
| 7e | Ander Okamika     | Espagne    | Burgos-BH                          | + 3 min 41 s     |
| 8e | Alexis Guérin     | France     | Bingoal WB                         | + 3 min 52 s     |
| 9e | Xandro Meurisse   | Belgique   | Alpecin-Deceuninck                 | + 5 min 02 s     |
| 10e | Anton Palzer      | Allemagne  | Bora-Hansgrohe                     | + 5 min 16 s     |

### 8eétape
| \| Classement de l'étape \| Classement de l'étape \| Classement de l'étape \| Classement de l'étape \| Classement de l'étape \| \| Coureur \| Coureur \| Pays \| Équipe \| Temps \| \| --------------------- \| --------------------- \| --------------------- \| ---------------------------------- \| --------------------- \| \| 1er \| Jasper Philipsen \| Belgique \| Alpecin-Deceuninck \| 2 h 57 min 28 s \| \| 2e \| Cees Bol \| Pays-Bas \| Astana Qazaqstan Team \| + 0 s \| \| 3e \| Giovanni Lonardi \| Italie \| Eolo-Kometa \| + 0 s \| \| 4e \| Matteo Malucelli \| Italie \| Bingoal WB \| + 0 s \| \| 5e \| Nico Denz \| Allemagne \| Bora-Hansgrohe \| + 0 s \| \| 6e \| Álvaro Hodeg \| Colombie \| UAE Team Emirates \| + 0 s \| \| 7e \| Alexey Lutsenko \| Kazakhstan \| Astana Qazaqstan Team \| + 0 s \| \| 8e \| Timothy Dupont \| Belgique \| Tarteletto-Isorex \| + 0 s \| \| 9e \| Luca Colnaghi \| Italie \| Green Project-Bardiani CSF-Faizanè \| + 0 s \| \| 10e \| Nikifóros Arvanítou \| Grèce \| Sofer-Savini Due-OMZ \| + 0 s \| |                     |            |                                    |                 |
| |                     |            |                                    |                 |
| |                     |            |                                    |                 |
| Classement de l'étape |                     |            |                                    |                 |
| Coureur | Coureur             | Pays       | Équipe                             | Temps           |
| 1er | Jasper Philipsen    | Belgique   | Alpecin-Deceuninck                 | 2 h 57 min 28 s |
| 2e | Cees Bol            | Pays-Bas   | Astana Qazaqstan Team              | + 0 s           |
| 3e | Giovanni Lonardi    | Italie     | Eolo-Kometa                        | + 0 s           |
| 4e | Matteo Malucelli    | Italie     | Bingoal WB                         | + 0 s           |
| 5e | Nico Denz           | Allemagne  | Bora-Hansgrohe                     | + 0 s           |
| 6e | Álvaro Hodeg        | Colombie   | UAE Team Emirates                  | + 0 s           |
| 7e | Alexey Lutsenko     | Kazakhstan | Astana Qazaqstan Team              | + 0 s           |
| 8e | Timothy Dupont      | Belgique   | Tarteletto-Isorex                  | + 0 s           |
| 9e | Luca Colnaghi       | Italie     | Green Project-Bardiani CSF-Faizanè | + 0 s           |
| 10e | Nikifóros Arvanítou | Grèce      | Sofer-Savini Due-OMZ               | + 0 s           |

## Classements finals

### Classement général final
| \| Classement général \| Classement général \| Classement général \| Classement général \| Classement général \| \| Coureur \| Coureur \| Pays \| Équipe \| Temps \| \| ------------------ \| ------------------ \| ------------------ \| ---------------------------------- \| ------------------ \| \| 1er \| Alexey Lutsenko \| Kazakhstan \| Astana Qazaqstan Team \| 30 h 10 min 14 s \| \| 2e \| Ben Zwiehoff \| Allemagne \| Bora-Hansgrohe \| + 26 s \| \| 3e \| Harold Tejada \| Colombie \| Astana Qazaqstan Team \| + 51 s \| \| 4e \| Florian Lipowitz \| Allemagne \| Bora-Hansgrohe \| + 1 min 24 s \| \| 5e \| Matteo Badilatti \| Suisse \| Q36.5 Pro Cycling Team \| + 1 min 31 s \| \| 6e \| Giulio Pellizzari \| Italie \| Green Project-Bardiani CSF-Faizanè \| + 1 min 37 s \| \| 7e \| Ander Okamika \| Espagne \| Burgos-BH \| + 3 min 41 s \| \| 8e \| Alexis Guérin \| France \| Bingoal WB \| + 3 min 52 s \| \| 9e \| Xandro Meurisse \| Belgique \| Alpecin-Deceuninck \| + 5 min 02 s \| \| 10e \| Anton Palzer \| Allemagne \| Bora-Hansgrohe \| + 5 min 16 s \| |                   |            |                                    |                  |
| |                   |            |                                    |                  |
| |                   |            |                                    |                  |
| Classement général |                   |            |                                    |                  |
| Coureur | Coureur           | Pays       | Équipe                             | Temps            |
| 1er | Alexey Lutsenko   | Kazakhstan | Astana Qazaqstan Team              | 30 h 10 min 14 s |
| 2e | Ben Zwiehoff      | Allemagne  | Bora-Hansgrohe                     | + 26 s           |
| 3e | Harold Tejada     | Colombie   | Astana Qazaqstan Team              | + 51 s           |
| 4e | Florian Lipowitz  | Allemagne  | Bora-Hansgrohe                     | + 1 min 24 s     |
| 5e | Matteo Badilatti  | Suisse     | Q36.5 Pro Cycling Team             | + 1 min 31 s     |
| 6e | Giulio Pellizzari | Italie     | Green Project-Bardiani CSF-Faizanè | + 1 min 37 s     |
| 7e | Ander Okamika     | Espagne    | Burgos-BH                          | + 3 min 41 s     |
| 8e | Alexis Guérin     | France     | Bingoal WB                         | + 3 min 52 s     |
| 9e | Xandro Meurisse   | Belgique   | Alpecin-Deceuninck                 | + 5 min 02 s     |
| 10e | Anton Palzer      | Allemagne  | Bora-Hansgrohe                     | + 5 min 16 s     |

### Classements annexes finals
| Classement par points | Classement par points | Classement par points | Classement par points              | Classement par points |
| Coureur               | Coureur               | Pays                  | Équipe                             | Points                |
| --------------------- | --------------------- | --------------------- | ---------------------------------- | --------------------- |
| 1er                   | Jasper Philipsen      | Belgique              | Alpecin-Deceuninck                 | 77 pts                |
| 2e                    | Cees Bol              | Pays-Bas              | Astana Qazaqstan Team              | 71 pts                |
| 3e                    | Giovanni Lonardi      | Italie                | Eolo-Kometa                        | 55 pts                |
| 4e                    | Luca Colnaghi         | Italie                | Green Project-Bardiani CSF-Faizanè | 55 pts                |
| 5e                    | Timothy Dupont        | Belgique              | Tarteletto-Isorex                  | 53 pts                |
| 6e                    | Alexey Lutsenko       | Kazakhstan            | Astana Qazaqstan Team              | 47 pts                |
| 7e                    | Matteo Malucelli      | Italie                | Bingoal WB                         | 45 pts                |
| 8e                    | Matthew Walls         | Royaume-Uni           | Bora-Hansgrohe                     | 34 pts                |
| 9e                    | Attilio Viviani       | Italie                | Team Corratec-Selle Italia         | 32 pts                |
| 10e                   | Nico Denz             | Allemagne             | Bora-Hansgrohe                     | 27 pts                |

| Classement par points | Classement par points | Classement par points | Classement par points              | Classement par points |
| Coureur               | Coureur               | Pays                  | Équipe                             | Points                |
| --------------------- | --------------------- | --------------------- | ---------------------------------- | --------------------- |
| 1er                   | Jasper Philipsen      | Belgique              | Alpecin-Deceuninck                 | 77 pts                |
| 2e                    | Cees Bol              | Pays-Bas              | Astana Qazaqstan Team              | 71 pts                |
| 3e                    | Giovanni Lonardi      | Italie                | Eolo-Kometa                        | 55 pts                |
| 4e                    | Luca Colnaghi         | Italie                | Green Project-Bardiani CSF-Faizanè | 55 pts                |
| 5e                    | Timothy Dupont        | Belgique              | Tarteletto-Isorex                  | 53 pts                |
| 6e                    | Alexey Lutsenko       | Kazakhstan            | Astana Qazaqstan Team              | 47 pts                |
| 7e                    | Matteo Malucelli      | Italie                | Bingoal WB                         | 45 pts                |
| 8e                    | Matthew Walls         | Royaume-Uni           | Bora-Hansgrohe                     | 34 pts                |
| 9e                    | Attilio Viviani       | Italie                | Team Corratec-Selle Italia         | 32 pts                |
| 10e                   | Nico Denz             | Allemagne             | Bora-Hansgrohe                     | 27 pts                |

| Classement de la montagne | Classement de la montagne | Classement de la montagne | Classement de la montagne          | Classement de la montagne |
| Coureur                   | Coureur                   | Pays                      | Équipe                             | Points                    |
| ------------------------- | ------------------------- | ------------------------- | ---------------------------------- | ------------------------- |
| 1er                       | Jay Vine                  | Australie                 | UAE Team Emirates                  | 29 pts                    |
| 2e                        | Alexey Lutsenko           | Kazakhstan                | Astana Qazaqstan Team              | 23 pts                    |
| 3e                        | Róbigzon Oyola            | Colombie                  | Medellín-EPM                       | 16 pts                    |
| 4e                        | Ben Zwiehoff              | Allemagne                 | Bora-Hansgrohe                     | 16 pts                    |
| 5e                        | Victor Langellotti        | Monaco                    | Burgos-BH                          | 10 pts                    |
| 6e                        | Dawit Yemane              | Érythrée                  | Bike Aid                           | 10 pts                    |
| 7e                        | Harold Tejada             | Colombie                  | Astana Qazaqstan Team              | 9 pts                     |
| 8e                        | Giulio Pellizzari         | Italie                    | Green Project-Bardiani CSF-Faizanè | 7 pts                     |
| 9e                        | Alessio Martinelli        | Italie                    | Green Project-Bardiani CSF-Faizanè | 7 pts                     |
| 10e                       | Oliver Mattheis           | Allemagne                 | Bike Aid                           | 7 pts                     |

| Classement de la montagne | Classement de la montagne | Classement de la montagne | Classement de la montagne          | Classement de la montagne |
| Coureur                   | Coureur                   | Pays                      | Équipe                             | Points                    |
| ------------------------- | ------------------------- | ------------------------- | ---------------------------------- | ------------------------- |
| 1er                       | Jay Vine                  | Australie                 | UAE Team Emirates                  | 29 pts                    |
| 2e                        | Alexey Lutsenko           | Kazakhstan                | Astana Qazaqstan Team              | 23 pts                    |
| 3e                        | Róbigzon Oyola            | Colombie                  | Medellín-EPM                       | 16 pts                    |
| 4e                        | Ben Zwiehoff              | Allemagne                 | Bora-Hansgrohe                     | 16 pts                    |
| 5e                        | Victor Langellotti        | Monaco                    | Burgos-BH                          | 10 pts                    |
| 6e                        | Dawit Yemane              | Érythrée                  | Bike Aid                           | 10 pts                    |
| 7e                        | Harold Tejada             | Colombie                  | Astana Qazaqstan Team              | 9 pts                     |
| 8e                        | Giulio Pellizzari         | Italie                    | Green Project-Bardiani CSF-Faizanè | 7 pts                     |
| 9e                        | Alessio Martinelli        | Italie                    | Green Project-Bardiani CSF-Faizanè | 7 pts                     |
| 10e                       | Oliver Mattheis           | Allemagne                 | Bike Aid                           | 7 pts                     |

| Classement par équipes | Classement par équipes             | Classement par équipes | Classement par équipes |
| Équipe                 | Équipe                             | Pays                   | Temps                  |
| ---------------------- | ---------------------------------- | ---------------------- | ---------------------- |
| 1re                    | Bora-Hansgrohe                     | Allemagne              | 90 h 37 min 54 s       |
| 2e                     | Green Project-Bardiani CSF-Faizanè | Italie                 | + 14 min 15 s          |
| 3e                     | Burgos-BH                          | Espagne                | + 15 min 02 s          |
| 4e                     | Q36.5 Pro Cycling Team             | Suisse                 | + 15 min 16 s          |
| 5e                     | Eolo-Kometa                        | Italie                 | + 19 min 36 s          |
| 6e                     | Astana Qazaqstan Team              | Kazakhstan             | + 35 min 11 s          |
| 7e                     | Bingoal WB                         | Belgique               | + 39 min 39 s          |
| 8e                     | Medellín-EPM                       | Colombie               | + 55 min 25 s          |
| 9e                     | UAE Team Emirates                  | Émirats arabes unis    | + 1 h 01 min 27 s      |
| 10e                    | Bike Aid                           | Allemagne              | + 1 h 01 min 30 s      |

| Classement par équipes | Classement par équipes             | Classement par équipes | Classement par équipes |
| Équipe                 | Équipe                             | Pays                   | Temps                  |
| ---------------------- | ---------------------------------- | ---------------------- | ---------------------- |
| 1re                    | Bora-Hansgrohe                     | Allemagne              | 90 h 37 min 54 s       |
| 2e                     | Green Project-Bardiani CSF-Faizanè | Italie                 | + 14 min 15 s          |
| 3e                     | Burgos-BH                          | Espagne                | + 15 min 02 s          |
| 4e                     | Q36.5 Pro Cycling Team             | Suisse                 | + 15 min 16 s          |
| 5e                     | Eolo-Kometa                        | Italie                 | + 19 min 36 s          |
| 6e                     | Astana Qazaqstan Team              | Kazakhstan             | + 35 min 11 s          |
| 7e                     | Bingoal WB                         | Belgique               | + 39 min 39 s          |
| 8e                     | Medellín-EPM                       | Colombie               | + 55 min 25 s          |
| 9e                     | UAE Team Emirates                  | Émirats arabes unis    | + 1 h 01 min 27 s      |
| 10e                    | Bike Aid                           | Allemagne              | + 1 h 01 min 30 s      |

### Classement UCI
La course attribue des points au Classement mondial UCI 2023 selon le barème suivant.
| Position           | 1er | 2e | 3e | 4e | 5e | 6e | 7e | 8e | 9e | 10e | 11e | 12e | 13e à 15e | 16e à 25e |  |  |  |
| Classement général | 125 | 85 | 70 | 60 | 50 | 40 | 35 | 30 | 25 | 20  | 15  | 10  | 5         | 3         |  |  |  |
| Par étape          | 14  | 5  | 3  |    |    |    |    |    |    |     |     |     |           |           |  |  |  |
| Leader, par étape  | 3   |    |    |    |    |    |    |    |    |     |     |     |           |           |  |  |  |

## Évolution des classements
| Étape              | Vainqueur          | Classement général | Classement par points | Classement de la montagne | Classement par équipes |
| ------------------ | ------------------ | ------------------ | --------------------- | ------------------------- | ---------------------- |
| 1                  | Jasper Philipsen   | Jasper Philipsen   | Jasper Philipsen      | Tobias Nolde              | Bingoal WB             |
| 2                  | Jasper Philipsen   | Jasper Philipsen   | Jasper Philipsen      | Lennert Teugels           | Burgos-BH              |
| 3                  | Alexey Lutsenko    | Alexey Lutsenko    | Jasper Philipsen      | Alexey Lutsenko           | Bora-Hansgrohe         |
| 4                  | Jasper Philipsen   | Alexey Lutsenko    | Jasper Philipsen      | Alexey Lutsenko           | Bora-Hansgrohe         |
| 5                  | Nico Denz          | Alexey Lutsenko    | Luca Colnaghi         | Alexey Lutsenko           | Bora-Hansgrohe         |
| 6                  | Victor Langellotti | Alexey Lutsenko    | Luca Colnaghi         | Alexey Lutsenko           | Bora-Hansgrohe         |
| 7                  | Jay Vine           | Alexey Lutsenko    | Jasper Philipsen      | Jay Vine                  | Bora-Hansgrohe         |
| 8                  | Jasper Philipsen   | Alexey Lutsenko    | Jasper Philipsen      | Jay Vine                  | Bora-Hansgrohe         |
| Classements finals | Classements finals | Alexey Lutsenko    | Jasper Philipsen      | Jay Vine                  | Bora-Hansgrohe         |